# Saint-Thibault (Aube)
Saint-Thibault és un municipi francès situat al departament de l'Aube i a la regió del Gran Est. L'any 2007 tenia 485 habitants.

## Demografia

### Població
El 2007 la població de fet de Saint-Thibault era de 485 persones. Hi havia 184 famílies de les quals 36 eren unipersonals (8 homes vivint sols i 28 dones vivint soles), 68 parelles sense fills, 72 parelles amb fills i 8 famílies monoparentals amb fills.
La població ha evolucionat segons el següent gràfic:
Habitants censats

### Habitatges
El 2007 hi havia 201 habitatges, 187 eren l'habitatge principal de la família, 4 eren segones residències i 10 estaven desocupats. Tots els 200 habitatges eren cases. Dels 187 habitatges principals, 179 estaven ocupats pels seus propietaris, 5 estaven llogats i ocupats pels llogaters i 3 estaven cedits a títol gratuït; 12 tenien dues cambres, 31 en tenien tres, 73 en tenien quatre i 71 en tenien cinc o més. 173 habitatges disposaven pel capbaix d'una plaça de pàrquing. A 64 habitatges hi havia un automòbil i a 113 n'hi havia dos o més.

### Piràmide de població
La piràmide de població per edats i sexe el 2009 era:
| Homes | Edats   | Dones |
| ----- | ------- | ----- |
| 0     | 95 o +  | 4     |
| 0     | 90 a 94 | 4     |
| 0     | 85 a 89 | 0     |
| 0     | 80 a 84 | 0     |
| 0     | 75 a 79 | 0     |
| 0     | 70 a 74 | 4     |
| 20    | 65 a 69 | 8     |
| 12    | 60 a 64 | 16    |
| 20    | 55 a 59 | 24    |
| 12    | 50 a 54 | 20    |
| 36    | 45 a 49 | 32    |
| 12    | 40 a 44 | 28    |
| 16    | 35 a 39 | 12    |
| 0     | 30 a 34 | 12    |
| 12    | 25 a 29 | 4     |
| 24    | 20 a 24 | 12    |
| 20    | 15 a 19 | 16    |
| 20    | 10 a 14 | 12    |
| 12    | 5 a 9   | 8     |
| 16    | 0 a 4   | 0     |

## Economia
El 2007 la població en edat de treballar era de 353 persones, 255 eren actives i 98 eren inactives. De les 255 persones actives 240 estaven ocupades (138 homes i 102 dones) i 15 estaven aturades (7 homes i 8 dones). De les 98 persones inactives 35 estaven jubilades, 28 estaven estudiant i 35 estaven classificades com a «altres inactius».

### Ingressos
El 2009 a Saint-Thibault hi havia 199 unitats fiscals que integraven 495 persones, la mediana anual d'ingressos fiscals per persona era de 19.422 €.

### Activitats econòmiques
Dels 38 establiments que hi havia el 2007, 2 eren d'empreses extractives, 1 d'una empresa alimentària, 3 d'empreses de fabricació de material elèctric, 1 d'una empresa de fabricació d'elements pel transport, 4 d'empreses de fabricació d'altres productes industrials, 7 d'empreses de construcció, 7 d'empreses de comerç i reparació d'automòbils, 4 d'empreses de transport, 2 d'empreses d'hostatgeria i restauració, 2 d'empreses financeres, 4 d'empreses de serveis i 1 d'una empresa classificada com a «altres activitats de serveis».
Dels 7 establiments de servei als particulars que hi havia el 2009, 3 eren paletes, 1 fusteria, 1 lampisteria, 1 electricista i 1 restaurant.
Dels 3 establiments comercials que hi havia el 2009, 1 era un supermercat i 2 botigues de roba.
L'any 2000 a Saint-Thibault hi havia 13 explotacions agrícoles.

## Equipaments sanitaris i escolars
El 2009 hi havia 1 escola maternal integrada dins d'un grup escolar amb les comunes properes formant una escola dispersa i 1 escola elemental integrada dins d'un grup escolar amb les comunes properes formant una escola dispersa.

## Poblacions més properes
El següent diagrama mostra les poblacions més properes.